# Fairmont (Karolina Północna)
Fairmont – miasto w Stanach Zjednoczonych, w stanie Karolina Północna, w hrabstwie Robeson.